# Hulu Pisang
Hulu Pisang is een bestuurslaag in het regentschap Aceh Selatan van de provincie Atjeh, Indonesië. Hulu Pisang telt 960 inwoners (volkstelling 2010).